# Alexandru Macedonski
Alexandru A. Macedonski (n. 14 martie 1854, Craiova, Țara Românească – d. 24 noiembrie 1920, București, România) a fost un poet, prozator, dramaturg și publicist român. Supranumit poetul rondelurilor, inspirându-se din literatura franceză, este primul reprezentant al simbolismului în literatura română. Inițiatorul cenaclului și revistei literare Literatorul, a susținut modernizarea poeziei românești, fiind într-o continuă polemică cu junimiștii. Aceste polemici i-au afectat serios cariera literară și viața și au rămas notabile polemicile sale cu Vasile Alecsandri, Mihai Eminescu  și Ion Luca Caragiale.
Pe de altă parte, Alexandru Macedonski a încurajat, la începuturile activității lor scriitoricești, numeroși tineri talentați, printre care George Bacovia și Tudor Vianu, pe care i-a publicat în revista sa Literatorul, iar în revista Liga ortodoxă debutează, printre alții, Tudor Arghezi și Gala Galaction.
Alexandru Macedonski a fost ales (în 2006) membru post-mortem al Academiei Române.

## Biografie

### Familia și copilăria
Familia poetului din partea tatălui a emigrat în Țara Românească la începutul secolului al XIX-lea. Având origini slave de la sud de Dunăre, sârbi, bulgari sau aromâni, membrii familiei susțineau că au origini de revoluționari sârbi din Macedonia, ocupată de Imperiul Otoman. Dimitrie, bunicul poetului, și fratele acestuia Pavel au participat la Revoluția din 1821, susținând Eteria împotriva regimului fanariot. Dimitrie și Pavel au făcut parte, alături de Eterie, din complotul împotriva lui Tudor Vladimirescu. Din anul 1830, în timpul guvernării ruse, fraților Macedonski li s-a recunoscut statutul de aristocrați valahi și au primit ranguri militare în armata țării. Dimitrie se căsătorește cu Zoe, fiica unui ofițer rus sau polonez, iar fiul lor Alexandru, tatăl poetului, după o educație militară în Imperiul Rus, urcă pe scara ierarhică militară până la funcția de Ministru de Război în timpul domniei lui Alexandru Ioan Cuza, după Unirea Principatelor Române. În timpul studiilor din Rusia, tatăl poetului, pentru a câștiga respectul colegilor, își croiește „un arbore genealogic gigantic”, declarându-se descendent din familia Biberstein-Rogala, care domnise în Lituania. Datorită slujbei tatălui, familia poetului se muta des.
Mama poetului, Maria Fisența (Vâcenț sau Vicența), provenea dintr-o familie de boieri din Oltenia, a fost fiica lui Emanuel Fisența, posesorul unei averi mari, și a Ecaterinei Urdăreanu-Brăiloiu, fiica mai puțin avută a unei familii din vechea boierime. Tatăl Mariei a murit la scurt timp după nașterea acesteia, iar mama sa s-a recăsătorit cu pitarul Dimitrie Pîrîianu, la 12 februarie 1848.
Memoriile scrise de mama poetului sunt „pagini vrednice de a fi cunoscute atât printr-un adevărat dar de a povesti, plin de umor și culoare, cât și prin mărturia acelui acelui patetism în care gustul romantic se amestecă cu un fel de natural de a fi, prevestind pe al poetului.”
Alexandru A. Macedonski s-a născut la București, fiind cel de-al treilea copil al familiei.
Sora sa cea mare Ecaterina, căsătorită cu un Ghica și mai apoi cu Leboef, publică versuri în franceză în Literatorul. Fratele mai mare maiorul Dimitrie Macedonski a fost veteran al Războiului din 1877, iar fratele mai mic Vladimir, avocat în București, publică și el schițe și nuvele în Literatorul.
Până la vârsta de șase ani poetul a fost un copil bolnăvicios, având crize regulate de o „nervozitate extremă, expus la un soi de absențe de conștiință momentane”. În anul 1862 familia îl trimite la școală în Oltenia, petrecându-și astfel mare parte din copilărie la moșia de la Amaradia. Nostalgia copilăriei și a peisajelor de la Amaradia se regăsesc mai târziu în ciclul poemelor amărăzene.
Cînd mergi spre munți dinspre Craiova, urcând pe apa Amărezei,
De la Murgaș în Adâncata și la Vocna-n Pometești
Junincele-așteptând gonacii mugesc la gardurile-ogrăzei,
Și-n lunca dintre două dealuri, din Gura-Ploești în Goiești...
Școala o urmează la Colegiul Național Carol I din Craiova, pe care a absolvit-o în anul 1867.
În anul 1865 scrie poezia Plânsul amantei, inclusă, mai târziu, în volumul Prima verba însoțită de o notă: Această poezie să nu crezi, lectore, că eu o țin drept bună și că nu-i văd erorile de care e plină, dar fiindcă este compusă la etatea de 12 ani și, prin urmare, una din primele mele încercări, am publicat-o făr a o corege.
Tatăl poetului a murit la 24 septembrie 1869, iar mama poetului va susține că acesta a fost otrăvit de oponenții săi politici, iar această ipoteză este susținută, mai târziu, necontenit de către poet în ziarele sale.
După moartea tatălui scrie poezia La defunctul meu părinte, Generalul Alex. D. Macedonski, inclusă în volumul Prima verba, datată în manuscris: Viena, 1870.
La 29 noiembrie 1869 directorul liceului din Craiova, G. M. Furtunescu, îi eliberează Certificatu scolasticul prin quare se ncredentiedia, quo scolariu lu Alessandru Macedonschi a terminat anul școlar 1867-68, Clasa a IV-a a Liceului/Gimnasiului Mare din Craiova, la obiectele: Purtare (bună), Limba română și latină (binișoară), limba elenă (binișor), Istorie și Geografie (bine), matern, (binișor), naturale (repetând examenul, binișor), franceză (bine), religie (binișor), desen (binișor).

### Anii de debut și călătoriile prin Europa
După ce i se eliberează pașaportul pentru statele Europei, pe termen de 3 ani de zile la studie, având: statură înaltă, păr-sprâncene, castanii, ochi negri, fruntea potrivită, nasul-gura-bărbia-obrazul=potrivite, fața smeadă, semne deosebite — nu are, Macedonski părăsește România în 1870, călătorind prin Imperiul Austro-Ungar, vizitând Viena, iar apoi Elveția și posibil alte țări. Se vehiculează că în timpul acestei călătorii l-ar fi cunoscut pe Mihai Eminescu, la acea dată student la Viena. Scopul călătoriei lui Macedonski a fost acela de a se pregăti pentru admiterea la Universitatea București, dar el a petrecut tot acest timp într-un mod boem cu numeroase petreceri și escapade romantice. Publică prima poezie Dorința poetului în Telegraful român din Sibiu. În acest an a început perfecționarea propriului stil poetic, influențat profund de romantism și de către predecesorii săi Dimitrie Bolintineanu și Ion Heliade Rădulescu.

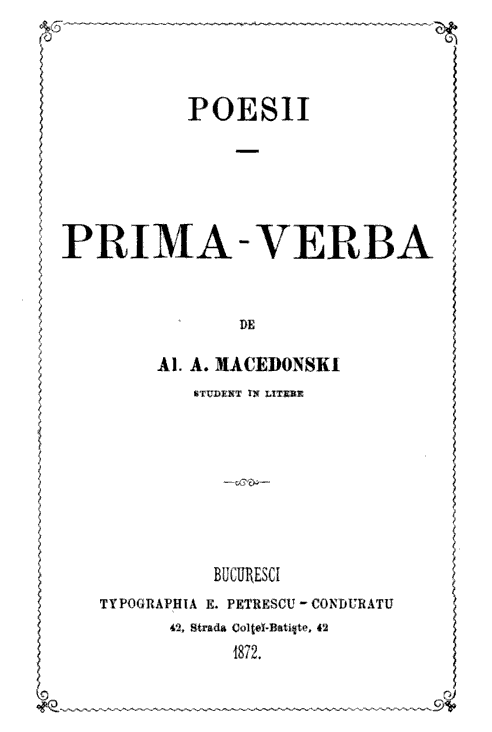
Prima pagină a volumului Prima verba, 1872

Anul următor vizitează Pisa, Florența, Veneția, unde, după spusele poetului, ar fi urmat anumite cursuri, în special la Universitatea din Pisa, dar acest fapt nu a fost confirmat de istoria literară.. În Italia, mărturisește poetul în jurnalul său, s-ar fi confruntat cu probleme financiare și probleme de sănătate.
Se întoarce la București, unde este admis la Facultatea de Litere, dar nu frecventează cursurile cu regularitate. Debutează cu volumul de versuri Prima Verba în anul 1872, iar apoi vizitează, din nou, Italia.
După publicarea la 23 mai 1873, a poemei antidinastice 10 mai (Sunt opt ani de suferință care astăzi s-a-mplinit), în Telegraful român, împotriva regelui Carol I, motiv de temere pentru mama sa, Maria Macedonski, de a-l expedia precipitat în străinătate, prin Giurgiu, cu vaporul „Tagetof”, în Austria (la Viena și Gleichenberg) și Italia (la Napoli), pentru a-l feri de eventuale consecințe derivate din acuzația de laese majestatis. În această călătorie îl cunoaște pe compozitorul francez Jules Combarieu, cu care va întreține o corespondență sporadică în deceniile ce urmează.
Devenind pasionat de jurnalismul politic și de politică devine membru al Partidului Liberal și editează ziarul Oltul între anii 1873 și 1875, unde publică articole pro-liberale, traduceri din Pierre-Jean de Béranger, Hector de Charlieu și Alphonse de Lamartine, scurte povestiri și primele impresii de călătorie.
La vârsta de 22 de ani scrie prima sa piesă de teatru Gemenii.
La 23 iunie 1874, Ion Luca Caragiale îl ridiculizează în revista Ghimpele, în urma unor afirmații ale lui Macedonski că ar avea origini lituaniene, și-l transformă în personajul A.a.msky, a cărui moarte survine în urma extenuării cauzate de contribuția majoră la dezvoltarea politicii naționale. Acesta este primul episod din șirul lung de polemici între cei doi.

### Procesul din 1875 și activitatea politică
La 24 martie  1875, Macedonski a fost arestat la Craiova, fiind acuzat de defăimare și incitare la rebeliune împotriva Partidului Conservator și a prim ministrului Lascăr Catargiu, fiind închis pentru trei luni, la închisoarea Văcărești din București, dar a fost eliberat în urma campaniei liberale, fiind apărat de către celebrul avocat liberal Nicolae Fleva, cu care a împărțit celula. Macedonski a apărut în fața Curții de Jurați a Tribunalului Ilfov la data de 7 iunie și a fost pus în libertate, iar populația din București a ieșit pe străzi să celebreze sentința.
Între 25 martie și 30 iunie 1876 este redactor la Stindardul, ziar politic, literar, comercial și științific, al cărui director era Pantazi Ghica, iar în funcția de redactor l-a urmat Bonifaciu Florescu. În paginile cotidianului va publica, printre altele, traduceri din Lamartine, nuvela Cârjaliul și piesa de teatru Gemenii.
În același an, după dezamăgirea de a nu fi inclus pe listele candidaților liberali pentru alegerile generale din anul anterior, Macedonski și-a început cariera în administrație, după numirea lui Ion Emanuel Florescu în funcția de prim ministru și accederea Partidului Național Liberal la guvernare. El fost numit director și prefect interimar al regiunii Bugeac, la Bolgrad. În acest timp, publică traducerea poemului epic Parisina, scris de Lordul Byron, în anul 1816   și a finalizat Ithalo și Calul arabului.
La 8 martie 1878 ține o prelegere la Ateneul Român Asupra mișcării literare din ultimii zece ani, iar printre altele afirmă:
„Pe lângă aceste tinere și suave talente a căror activitate literară a dat, în acești din urmă zece ani roade multiple, nu trebuie să uităm nici pe Iacob Negruzzi poet și satiric eminent; nici pe Eminescu, ce, între felurite poezii, a înavuțit literatura, cu „Epigonii”... poezie ce va rămâne.”
Funcția sa de prefect interimar a luat sfârșit, la 19 septembrie 1876, după ce s-a împotrivit voinței primului ministru Ion Brătianu „de a închide ochii” și a „făcut pe legalul”, ascultând ordinele ministrului de interne George D. Vernescu, nepermițând intrarea trupelor voluntarilor ruși pe teritoriul țării, în drumul lor spre Principatul Serbiei.

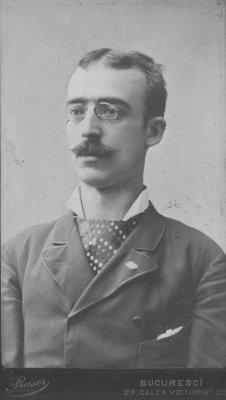
Alexandru Macedonski în 1878

În anul 1877 colaborează la ziarul Timpul, cotidian al Partidului Conservator, cu versuri: Odă închinată armatei române și o traducere din Gottfried August Bürger, înainte ca Mihai Eminescu, la propunerea lui Titu Maiorescu, să devină redactor al acestui periodic în octombrie 1877. Colaborări intermitente în revista Familia, cu traduceri din Pușkin, Lamartine, Petőfi.
În aprilie 1877 editează ziarul Vestea, „întâiul ziar vândut cu cinci centime în București”, ziar de opoziție în care publică articole împotriva lui C.A. Rosetti și a „viziratului” politic al lui I.C. Brătianu. Scoate ziarele cu conținut patriotic, dar lipsite de succes: Dunărea, Fulgerul, iar în anul 1880 Tarara", în care publică articole împotriva liberalilor și a casei regale.
La 14 iunie 1877 este numit de C. A. Rosetti în postul de controlor financiar al județului Putna. Primește știrea cu mari sarcasme: denumind-o „incalificabilă”, enumerându-și meritele de combatant liberal, refuză „nostima funcțiune”. Apoi, la 14 octombrie îi solicită lui Mihail Kogălniceanu postul de atașat de legație, evidențiind faptul că este cunoscător al limbilor franceză, germană și italiană, dar este numit la 13 noiembrie director de prefectură al plășii Silistra Nouă, cu reședința la Cernavodă. În această perioadă face excursii arheologice, impresionat îndeosebi de locul denumit Hinovul, care-i inspiră versuri libere, care sunt printre primele în poezia europeană. Își încetează funcția prin desființarea județului Silistra la 9 aprilie 1879.
La 12 aprilie 1879 este numit administrator al plasei Sulina. Călătorește în Insula Șerpilor, iar aici experimentează mari emoții de ordin senzorial și estetic, transfigurate ulterior în Lewki și Thalassa.
Apoi este numit de către liberali inspector general financiar. În 1880 i se oferă funcția de inspector al monumentelor istorice și medalia Bene-Merenti, clasa I, dar nu stătu mult nici în aceste slujbe, astfel până în anul 1902, conform cu George Călinescu, totalizase doar 18 luni de serviciu public, deoarece mentalitatea sa de fecior de fost ministru îl făcea să aspire doar la marile roluri.
Macedonski considera o rușine ca un mare literat să se „osândească” la funcționarism: 
„Este o rușine ca literații noștri fruntași să fie lipsiți de traiul zilnic sau să se osândească la funcționarism... Partea feminină a societății noastre ar trebui să-și deschidă casele poeților, scriitorilor. În Paris, un poet e plătit cu cinci sute de lei și o mie de lei pe seară, și e cu osebire măgulit de stăpâna casei și de ai ei numai ca să consimtă să-și spună versurile.”

### Primii ani aiLiteratorului
La 20 ianuarie scoate primul număr al gazetei „heliadiste” Literatorul, ziar de opoziție Junimii și Convorbirilor literare care, după părerea poetului, acaparaseră fără o justificare obiectivă pozițiile culturale cele mai însemnate ale epocii. Conducerea revistei este asumată de Macedonski alături de eruditul poligraf Bonifaciu Florescu și de fecundul poet Th. M. Stoenescu, care rămân o vreme și principalii colaboratori ai revistei.. 

Literatorul - prima pagină a primului număr, 1880

În ciuda sentimentelor adverse față de junimism, Macedonski a definit mișcarea promovată de Literatorul drept direcțiune opozită celei din Iași, deși se atinge cu dânsa prin unele puncte, după cum se atinge și în vechea școală a lui Heliade prin altele.
„Poezia germană e frumoasă negreșit, un amestec de misticism și de melancolie dulce, dar numai mânuită de germani. Școala germană, cu toate încercările „Nouei direcțiuni” din Iași de a o transplanta la noi, are sorți de a găsi aderenți, de a se putea stabili... Suntem latini și mărturisesc că nici o poezie nu-mi place mai mult ca poezia latină, luminoasă, plină de flăcări în loc de raze, fără enigme de dezlegat, fără zăbranicul misticismului, energică și francă și mergând totdeauna la țintă.”
După câteva luni de apariție Literatorul avea următoarea grupare: Mircea Demetriade, C. Dragulinescu, B. Florescu, Petru Opran, P. Păltineanu, I. N. Polzchroniade, Carol Scrob, Th. M. Stoenescu, Duiliu Zamfirescu. Dar, în curând, între Macedonski și Bonifaciu relațiile s-au deteriorat, după ce poetul l-a atacat, în 1881, într-un număr al revistei, pentru cele trei catedre de profesor la universitate, iar acesta s-a retras.
În noiembrie 1880, au loc premierele pieselor de teatru Iadeș! și Unchiașul Sărăcie, la Teatrul Național, publicate în Literatorul la începutul anului următor. O curtează pe Aristizza Romanescu, actriță care a jucat în piesele amintite, dar aceasta îi respinge avansurile.
Publică volumul Poezii, în anul 1881, deși pe coperta originală apare anul 1882. Încercând să intre în grațiile Junimii și al lui Titu Maiorescu, participă, cu regularitate, la ședințele cenaclului și citește Noaptea de noiembrie.. Maiorescu l-a aplaudat, dar în jurnalul personal consemnează că nu a fost impresionat de poezie. Dar poezia este lăudată de Bogdan Petriceicu Hașdeu, care deși era anti-junimist, se afla în audiență.

#### Polemica cu Alecsandri
Deși era un mare admirator al Bardului de la Mircești, pe parcursul anului 1882, după decernarea Marelui Premiu al Academiei lui Vasile Alecsandri, în anul 1881 pentru întreaga sa operă, Macedonski izbucnește fără reticențe, scriind o analiză critică în trei numere ale Literatorului (nr. 8, 9, 10) menită a distruge mitul infailibilității poetului, reproșându-i versuri neeufonice din cauza eliziunilor, comparații forțate, rime false, greșeli de construcție și de sens al cuvintelor și îi neagă puterea de creație, acuzându-l că și-a însușit poezii create de popor.
Alecsandri făcea parte din Academia Română, iar Macedonski considera că nu se cuvine să se împartă premiile între membrii Academiei. „Alecsandri, om bogat, membru al Academiei, cu stație de cale ferată pe moșia sa, primise premiul de 10.000 lei de la Academie: Rușine, de trei ori rușine, domnule Alecsandri, domnilor Academicieni!”.
Alecsandri i-a răspuns prin drama Fântâna Blanduziei în care transpare personalitatea sa în Horațiu și cea a lui Macedonski în invidiosul poet Zoil.  Macedonski îi răspunde cu o epigramă:
Coprins de-al gloriei nesațiu,
Albit de ani, dar tot copil,
E lesne sa mă faci Zoil
Când singur tu te faci Horațiu.
Junimiștii nu ripostează acestor atacuri la adresa lui Alecsandri, decât în anul 1883, printr-o recenzie distrugătoare la volumul Poezii, semnată de Petru Th. Missir.
Polemica se încheie aici, iar Macedonski revine la sentimentele dinaintea polemicii, recunoscând în Alecsandri un mare poet, al cărei tradiție o continuă.

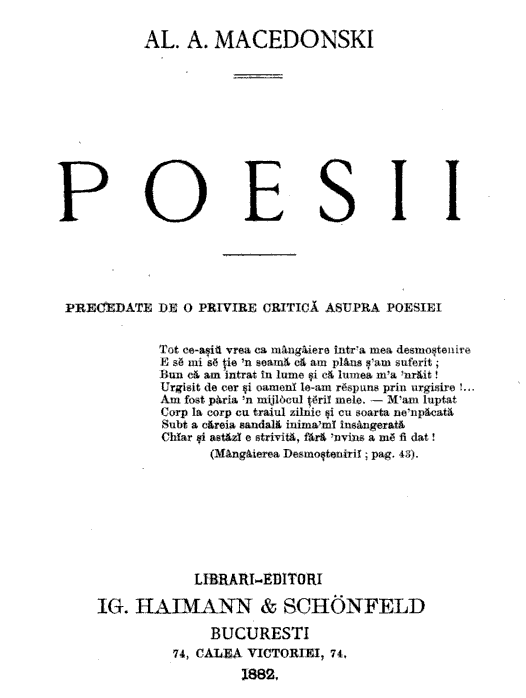
Volumul Poezii' - prima pagină, 1882

La 1 ianuarie 1883 Literatorul devine Societatea revistei Literatorul, numărând peste 1500 de membri cu organizații și comitete în mai multe orașe din țară și se adresează lui V. A. Urechia ca să primească președinția de onoare. Acesta îi răspunde, printr-o scrisoare publicată că primește deoarece admiră unele talente, îl laudă pe Macedonski, dar îi spune că nu se împacă cu critica îndreptată împotriva lui Alecsandri.
La 24 februarie 1883 se căsătorește, la Craiova, cu Ana Rallet-Slătineanu, coborâtoare din familii boierești de vază, care îi aducea o dotă substanțială. Împreună au șase copii: George născut în 1884, care moare la vârsta de doi ani, Alexis, viitorul pictor, Nikita, inventatorul sidefului artificial, Pavel, viitor ziarist și literat, Constantin-Hyacint, viitor actor și fiica Anna.

#### Polemica cu Eminescu
Deși în discursul Asupra mișcării literare din ultimii zece ani, din 1878, Macedonski îi aducea elogii lui Eminescu, relațiile dintre cei doi s-au schimbat o dată cu schimbarea viziunii politice a lui Macedonski, devenit din conservator, liberal. Astfel cei doi încep a-și servi reciproc „grațiozități supărătoare de ordin aristocratic și chiar de ordin personalo-familiar”. Eminescu scria:
„Poeziile lui Macedonski și ale altora câțiva nu-s frumoase prin acea că-s naționale. Avem atâtea modele nobile în poeți mai vechi și mai ales poezia populară, încât insuficiența cu care sunt privite asemenea anomalii literare te umplu de o spaimă lesne de justificat.”
Iar în articolul Materialuri etnologice publicat în Timpul la 8 aprilie 1882, Eminescu afirma:
„Actele aceste de flagelare le voi repeta de câte ori voi avea să lovesc în instinctele bastarde ale acelor străini, romanizați de eri de alaltă eri, cari privesc toate în țara aceasta de „sus în jos”. Unul abia sfârșește liceul, vine să vândă mărunțișuri și suliman la București, îi merge rău o negustorie și s-apucă de alta: negustoria literară. Și acea fizionomie de frizor nu s-apucă doar să critice ceva de-o seamă cu el; nu, de Alecsandri se leagă.”
În urma articolelor Naționalitate și cosmopolitism, din anul 1881, și Materialuri etnologice, din 1882, Macedonski se plângea de atacurile repetate ale „confratelui” Eminescu, unele nesemnate, care-l acuzau de escrocherii și falsuri în calitate de director de prefectură la Silistra Nouă, încă din anul 1879. Astfel, zece ani mai târziu, în anul 1892, poetul amintea în Literatorul:
„Pe la 1882 înflorea la București grosolănia de injurii a ziarului Timpul... Eminescu gloria contemporană a erei nouă dar necunoscut pe atunci, fără să-i fi făcut vre-un rău, nu scăpa nici un prilej să mă ultragieze. Ani consecutivi Eminescu mă isbi sub propria semnătură întrebuințând calomnia și invectivele. Nici familia mea nu fu respectată”
În anul 1883, Macedonski scrie o epigramă „inofensivă”, fără a bănui urmările catastrofale, care-i vor schimba cariera și întreaga viață:
Un X… pretins poet-acum
S-a dus pe cel mai jalnic drum…
L-aș plânge dacă-n balamuc
Destinul lui n-ar fi mai bun,
Căci până ieri a fost năuc
Și nu e azi decât nebun.
În urma acestei epigrame, Macedonski a fost sever sancționat de societate. Opinia publică, printr-o rară unanimitate, și-a dat mâna pentru a-l declara mort moralmente pe cel care a avut cruzimea să zvârle aceste sarcasme marelui poet când boala îl doborâse. Consecințele au fost extrem de drastice, încât Macedonski a ajuns să nu mai aibă nici pâinea cea de toate zilele în cel mai strict sens al cuvântului.
Poetul vrea să se disculpe, dar ziarele refuză să-i publice cuvântul, abonații Literatorului îi înapoiază foaia, societatea se destramă. Este arătat pe stradă devenind un obiect al oprobriului public, iar sfera aristocratică, foarte înrâurită de Maiorescu, încetează a-l mai ajuta.
Doar ziarul Românul îi dă ocazia să se disculpe la 9 august 1883:
„Domnule redactore, ziarul d-voastră s-a făcut ecoul unei afirmări și unei insulte ce și-a luat izvorul de la dl. Ventura. Nu sunt ținut să dau seama nimănui cui adresez epigrame atunci când desemnez pe adrisanți cu X.”

### Poezia viitorului

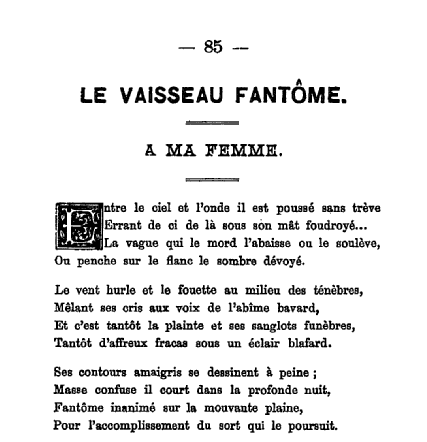
Poemul Le Vaisseau fantôme, publicat în L'Élan littéraire, februarie 1885

În toamna anului 1884 părăsește țara, se stabilește la Paris și începe să scrie în franceză, căutând faima mondială. Se întoarce în țară la începutul anului 1885, iar primele versuri în limba franceză îi sunt publicate la sfârșitul acestui an în revista La Walonie din Liege, condusă de Albert Mockel, revistă considerată una dintre primele organe ale simbolismului francez. Iar Macedonski prin colaborarea sa la această revistă, face parte din primele echipe ale simbolismului.
Literatorul anunță retragerea poetului la data de 27 ianuarie 1885, iar la 17 martie revista își încetează apariția. La 7 aprilie publicația reapare, condusă de Th. M. Stoenescu, cu titlul Revista literară, iar subtitlul Literatorul se păstrează până la 26 mai.
La 21 aprilie 1885 se naște Alexis, fiul poetului, viitor pictor.
În anul 1886, la doar doi ani, moare George, primul său copil. În lunile noiembrie-decembrie apar două numere ale Literatorului. Colaborează la publicațiile străine La Wallonie, Revue de monde latin și Revue française.
În 1886, scrie nuvelele naturaliste: Zi de august, Pe drum de poștă, Din carnetul unui dezertor, Între cotețe și Nicu Dereanu, adunate, în 1902, în volumul Cartea de aur.
Anul 1887 este marcat de mari greutăți materiale, fiind respins de societate. Scrie poezia Noaptea de mai. În aprilie-mai apare un nou număr din Literatorul. În octombrie scrie articolul La germanisation de la Roumanie în L'Express-Orient, foaia ambasadei țariste din București, iar în noiembrie scoate unicul număr din Revista independentă. Publică nuvela Dramă banală.
La 6 martie 1888 scoate bisăptămânalul Stindardul țărei, ziar conservator scos cu sprijinul lui N. Blaremberg. După zece numere, ziarul dispare și scoate Straja țărei în vara lui 1889 împreună cu Ștefan Vlădescu, purtând subtitlul: Organ liberal-conservator, cuvinte cu care Blamberg își denumea gruparea sa disidentă, ruptă din Partidul Liberal.
În aprilie-mai 1888 scoate România literară, împreună cu Bonifaciu Florescu, unde colaborează până în august.
Se naște Nikita, cel de al doilea fiu rămas în viață, la data de 17 iunie 1888. 
În primăvara lui 1889 este numit într-o comisie însărcinată cu reorganizarea Monitorului oficial și a Imprimeriei statului, împreună cu A. Cantacuzin, G. Manolaki-Costachi Epureanu, Vintilă C. A. Rosetti și Constantin Erbiceanu. 

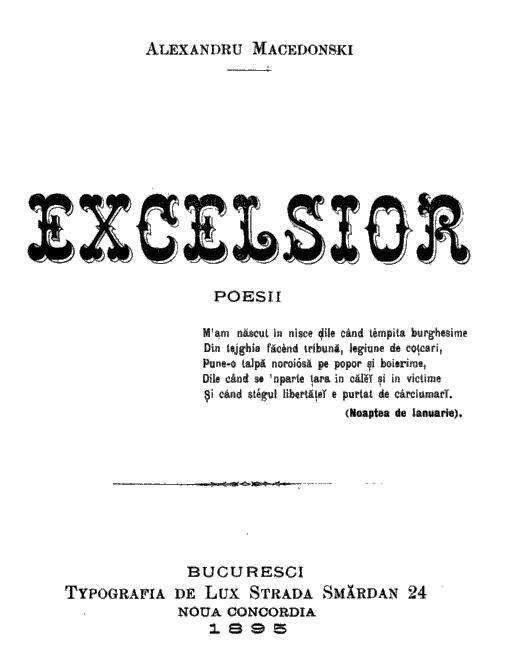
Volumul Excelsior - prima pagină, 1895

La 23 decembrie începe să colaboreze la Românul, cu rubrica Viața bucureșteană.
Literatorul reapare din iunie până în octombrie 1890 unde publică ciclul ideilor brutale, continuate în Revista literară pe parcursul anului 1891, unde publică și primele versuri simbolist instrumentaliste.
În data de 14 mai 1892 au loc manifestări de stradă studențești, iar poetul dedică versuri studențimii, publicate în Românul. Între 15 iunie și 15 decembrie apar alte șapte numere ale Literatorului, iar această nouă serie a revistei continuă până în februarie 1895, avându-l prim redactor, iar mai târziu director adjunct pe Cincinat Pavelescu, despre care Macedonski are cuvinte de mare laudă.
Publică articolul Poezia viitorului, la 15 iulie 1892, manifest simbolist, propunând exemplul lui Baudelaire, Mallarmé, al unui Maeterlinck, Péladan și Moréas, explicând ce e simbolul, dar se oprește la varietatea lui instrumentalistă. Caragiale ridiculizează articolul în Moftul român.
Perioada 1892 - 1894 a fost marcată, iarăși, de mari lipsuri materiale, poetul deschide liste de subscripție pentru a-și publica volumele, organizează festivaluri literare și apelează la diverse metode de cerșetorie deghizată pentru a se susține financiar.
Se naște Pavel, fiu al poetului, în anul 1893,  viitor ziarist și literat.
La 28 decembrie 1893 are loc premiera piesei Saul, scrisă în colaborare cu Cincinat Pavelescu. Piesa are succes datorită talentului lui Constantin Nottara, care pune în valoare versurile poemei.
Scoate, la 5 aprilie 1894, ziarul Lumina în care republică o mare parte a operei sale poetice și din care aflăm că la 18 mai 1894 ia parte la manifestările politice, adresându-se studențimii adunate în jurul statuii lui Mihai Viteazul, din Piața Universității. Întreprinde alături de Cincinat Pavelescu, Constantin Castilli și alți discipoli un maraton al bicicliștilor pe ruta București - Brașov, sub privirile amuzate ale bucureștenilor aflați pe Șoseaua Kiseleff. Acest eveniment a fost consemnat de Gala Galaction, mult mai târziu, în 1912, în Viața românească, cu ocazia unei recenzii volumului de poezii al lui Cincinat Pavelescu.
Publică volumul de versuri Excelsior în februarie 1895, dedicat lui Grigore M. Sturdza, care după republicările din 1896 și 1897, ar fi ajuns la 13 mii de exemplare vândute, dar nici unul dintre capii literaturii de la acea vreme nu i-au dat însemnătate. Volumul cuprinde și republicarea piesei Cuza Vodă, cu adaosuri anti-monarhice. Motto-ul volumului sunt propriile versuri din poezia Noaptea de ianuarie:
M-am născut în niște zile când tâmpita burghezime,
Din tejghea făcând tribună, legiune de coțcari,
Pune-o talpă noroioasă pe popor și boierime;...
Zile când se-mparte țara în călăi și în victime
Și când steagul libertății e purtat de cârciumari.
În noiembrie 1895, Caragiale publică o recenzie, plină de ironie, volumului Excelsior, în articolul Despre Macedonski:
„Primim la redacție un volum de versuri cu un titlu, deși savant și exotic, dar îndestul de popular. E vorba de “Excelsior, poesii de d-nul Alexandru Macedonski”... Avem mai întâi prologul. În mijlocul unor talazuri negre, sub un cer acoperit cu nori negri, stă în lanțuri, pe o stâncă neagră, sub călcâiul unui demon mai negru ca toate, o umbră albă — e geniul civilizației sub călcâiul Răului. Muzica este lugubră — o dezvoltare de acorduri disonante, în care domină nota sfâșietoare a unor dureri haotice, și care urmărește gâfâind o rezolvare depărtată într-un acord perfect.
 
Deodată, o rază luminoasă — o minune a electricității! — sparge tavanul scenii și se oprește dasupra interesantului grup a celor două genii. La atingerea luminii lanțurile captivului se sfarmă, demonul negru ramâne trăsnit, iar geniul alb se ridică triumfător: tutti la orchestră, acordul atât de mult așteptat izbucnește, si apoi, fără pauză, imnul secular de biruință al libertății! Excelsior!
Ni se desfășură pe urmă în cinci acte — cam lungi, ce e drept — reprezentarea alegorică a triumfurilor, încet-încet, veac cu veac, câștigate de geniul Luminii: abolirea sclaviei, aplicările electricității la fabricațiunea ciorapilor și la telegrafia submarină, străpungerea Gothardului și Suezului și, în sfârșit, fraternizarea puterilor garantate sub bagheta miraculoasă a zeiței Pax-Concordia... Excelsior !
 
A! dar uitasem... Excelsior... acesta este titlul noului volum de versuri al d-lui A. Macedonski, volum neprețuit, căci nu poartă nici pe copertă, nici în corp enunțarea prețului de librărie — modestie déplacée zic unii; convingere legitimă, zicem noi.”

### RevistaLiga ortodoxă, scandalul Caion

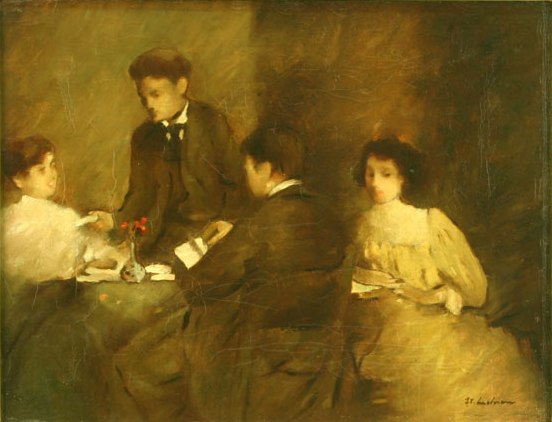
Reuniune literară, de Ștefan Luchian

Macedonski fiind în strânse legături cu cercurile conservatoare, se implică în „chestiunea Ghenadie”, susținându-l pe Mitropolitul Primat Ghenadie, iar în acest sens scoate împreună cu Eugen Văian, Liga Ortodoxă. În suplimentul literar al revistei publică tânărul Grigore Pișculescu, viitorul scriitor Gala Galaction și își publică primele versuri poetul Ion Theo, versuri care se bucură de aprecierea lui Macedonski. Liga ortodoxă își încetează activitatea în decembrie 1896, după ce Ghenadie Petrescu își prezintă demisia.
Înaintea vizitei împăratului Franz-Iosef la București și Sinaia în perioada 16-18 septembrie 1896, Macedonski scria în Liga ortodoxă, la 11 august:
„Negreșit națiunea română nu poate primi cu entuziasm pe monarhul ce ține cu asuprirea sa un număr însemnat de popoare.”
În Liga ortodoxă Macedonski publică sub pseudonimul Sallustiu articole împotriva lui Caragiale.
În 4 noiembrie 1896 se naște Constantin-Hyacint, cel de-al patrulea fiu, viitor actor.
Publică volumul de versuri în limba franceză Bronzes, în anul 1897, cu o prefață semnată de Alexandru Bogdan-Pitești, cu dedicații românesti și străine și trimite exemplare omagiale lui Pierre Loti, Joséphin Péladan, Albert Mockel, Pierre Quillard etc. Volumul nu are succes bucurându-se doar de o recenzie semnată de Pierre Quillard în Mercure de France, în mai 1898. Tudor Vianu și Șerban Cioculescu pun insuccesul volumului în Franța pe seama lipsei de inspirație a lui Macedonski de a-l alege pe Alexandru Bogdan-Pitești să-l prezinte.
O dată cu intrarea lui Alexandru Bogdan-Pitești în cercul de apropiați al poetului, intră și pictorul Ștefan Luchian, care se afla la acea dată la stagiul simbolist și de Art Nouveau al carierei sale.

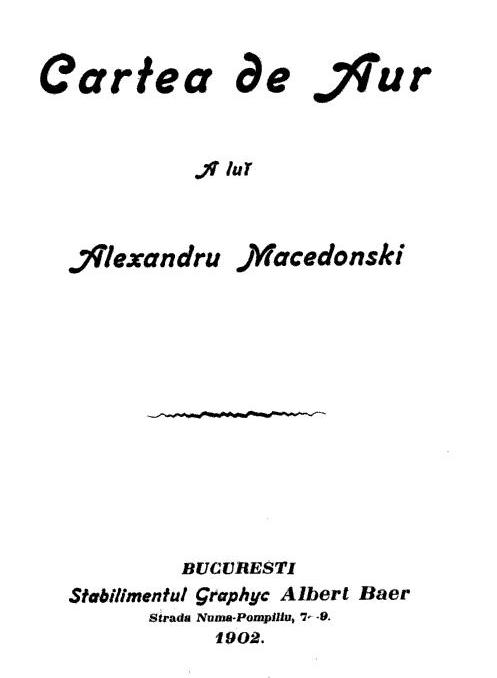
Volumul Cartea de aur - prima pagină, 1902

În februarie 1898 februarie are loc vizita lui Sâr Peladan la București, Macedonski și întreg cenaclul îi oferă o recepție zgomotoasă.
Deoarece experimenta dificultăți financiare, discipolii și colaboratorii organizau strângeri de fonduri în numele său. Astfel, la 18 aprilie 1898, Adevărul anunța șezătoarea literară menită să strângă fondurile necesare pentru publicarea operei poetului.
Publică pamfletul Falimentul clerului ortodox român în Vocea învățătorilor în care își exprimă dezamăgirea legată de deznodământul „chestiunii Ghenadie” și de felul cum este condusă biserica ortodoxă:
„Un cler ca și un stat, oricât de ticălos ar fi statul sau clerul, nu face faliment pe cât timp capul său nu-l face ... ridicolul în care cade un fost cap al unei biserici [mitropolitul Ghenadie] atunci când, urmat de o droaie de avocați, o pornește pe la Curți și tribunale cu jalba în proțap. Și papii Romei au fost defăimați și batjocoriți, dar n-am auzit de vreunul adresându-se justiției laice.”
Literatorul reapare la 20 februarie 1899 avându-l secretar de redacție pe Ștefan Petică, dar nu reușește să se susțină, iar în anul 1900 apare doar un singur număr.
Începe să-l preocupe ocultismul și problemele parapshihologice, astfel în anul 1900 susține conferința Sufletul și viața viitoare, la Ateneul Român, publicată, mai apoi, în Forța morală, în care susține că omul poate opri moartea, atunci când vocea interioară îi spune că destinul nu i s-a împlinit. Puterea gestului și a cuvântului omenesc sunt o pornire de orgoliu luciferic care îl fac pe omul ajuns la conștiința energiilor sale interne să se asemene cu divinitatea.
Scoate ziarul Forța morală la 28 octombrie 1901, iar în decembrie îl sprijină pe Constantin Al. Ionescu-Caion, în acuzația împotriva lui Caragiale că ar fi plagiat în Năpasta pe închipuitul autor maghiar Kemeny. Macedonski, orbit de resentimente împotriva celui care-l atacase de nenumărate ori în Moftul român, nu a fost capabil a vedea impostura din atacurile lui Caion, publicate în Revista literară, care pentru a-și construi cazul de plagiat a ticluit o carte în limba maghiară în întregime. Articolele scrise de Macedonski în această perioadă au fost ori nesemnate, ori semnate folosind pseudonimul Luciliu. În aceași perioadă publică în paginile ziarului și creațiile sale Lewki, Mănăstirea, O umbră dincolo de Styx, Vasul și poezia Noaptea de decembrie. Forța morală își încetează apariția la 14 februarie 1902.
La 15 februarie 1902 susține o conferință Teatru și literatură la Ateneu. Înființează împreună cu Grigore Tocilescu, Mircea Demetriade, N. I. Apostolescu și Caion Societatea oamenilor de litere care devine Societatea oamenilor de litere și științe din România. Publică volumul Cartea de aur, în care adună aproape toată producția sa nuvelistică, dar și această carte despre „care se poate spune că începe o epocă nouă în evoluția prozei artistice românești, nu are vreun răsunet.”
Anul 1903 este marcat de decesul mamei, Maria Macedonski, la 27 aprilie. Scrie articolul Spre ocultism în revista Hermes a lui Alexandru Petroff.
George Bacovia se alătură cercului său literar și recită poezia Plumb care este primită cu o epigramă apreciativă de către Macedonski.

### Călătoriile la Paris și experiențele științifice
La 20 octombrie 1904 se înscrie în Partidul Conservator și colaborează la Liga conservatoare, iar în anul 1905 scoate revista La Beau Blue Danube unde publică un mănunchi de versuri în franceză. În același timp, continuă scrierea romanului Le Calvaire de Feu, început în limba română și continuat în limba franceză. În toamnă, pleacă la Paris în căutarea unui editor. La 21 octombrie 1905 ziarul Le Soir anunța:
„ ...celebrul poet Macedonski, campionul literaturii franceze în România, a sosit la Paris, unde urmează să publice un nou roman, Calvarul focului.”
Trimite capitole din roman câtorva personalități, de atenția cărora se bucurase în trecut, Émile Faguet, Jean Mounet-Sully, Joséphin Péladan, Pierre Quillard și Jean Richepin, care i-au răspuns cu politețe de circumstanță. Editorul romanului a fost găsit în persoana lui E. Sansot, care avea o librărie și editură la Paris pe strada Saint André des Arts, numărul 53. Romanul apare în 1906 și se bucură de o critică favorabilă în revistele Mercure de France and Gil Blas. În același an La Revue Musicale publică interviul său cu Combarieu, în care afirma existența legăturii între inspirația literară și sensivitatea muzicii:
„Fiecare literă din alfabet reprezintă un ton muzical, am făcut asupră-i un deosebit studiu și la timp, va forma un volum care va fi citit de aceia câți iubesc muzica poetică.”
Macedonski face experimente științifice, iar la sfârșitul anului 1908 trimite Institutului Franței experiența doveditoare că lumina nu străbate vidul. Un referat asemănător este publicat în Mercure de France la 1 decembrie 1908. A trimis, de asemenea, către Société astronomique de France lucrări despre subiecte legate de astronomie și devine membru al societății. În iulie 1909 brevetează cu Cristea A. Simionescu, directorul Biruinței, un aparat de stins coșurile, cu care spera să concureze societățile de asigurare, iar în 1910 apar în unicul număr al Revistei clasice acțiuni de reclamă pentru lansarea invenției sidefului artificial a fiului său Nikita.
Între 1910 și 1912, Macedonski se afla, din nou, la Paris, unde se expatriază datorită modului injust în care considera că este tratat în propria-i țară și încearcă, pe lângă promovarea brevetelor sale de invenție, să se impună pe scena pariziană, cu piesa de teatru Le Fou? („Nebunul?”), care a fost publicată doar postum. Gaston Picard scria în L'Ambulance, în octombrie 1910, că piesa Le fou? a fost citită într-un cerc în care se aflau: Louis de Gonzague Frick, Paul Lombard, Florian-Parmentier, Jean Royére și André Godin, iar la București ziarele anunțau zvonuri că piesa a fost jucată la teatrul Sarah Bernhardt.
Eforturile sale de a se promova la Paris nu s-au bucurat de rezultatele așteptate și însoțit de fiul său Alexis părăsește Franța, petrecând ceva timp în Italia. Ilustrațiunea națională din noiembrie 1912 publică fotografia poetului cu fiul său Alexis în peisajul de la Certosa.
În drum spre țară, aflându-se în Imperiul German, la Laiz Sigmarinen, află despre moartea lui Caragiale și scrie o scrisoare datată la 28 iunie 1912 ziarului Adevărul:
„Domnule Director, Destul de greu bolnav, aici, unde am fost nevoit să-mi întrerup călătoria spre București, aflu cu o nemărginită durere moartea lui Caragiale. Ne loveam adesea pentru că ne iubeam mult. Pierd în el un rar prieten și țara un uriaș al condeiului. Unele dintre scrierile lui vor rămâne o veșnică podoabă a literaturii noastre. Caragiale a respectat limba așa cum nu se face de mulți și stilul său este cu desăvârșire admirabil. Humorist prin excelență - deși inimă bună - el era poate superior lui Mark Twain. Ca om, era un fermecător - iar instrucțiunea pe care și-o însușise, era din cele mai vaste. Recurg la organul dvs. de publicitate spre a vă ruga să transmiteți familiei, împreună cu condoleanțele mele, expresiunea acestor sentimente.”
În perioada în care s-a aflat în străinătate, Mihail Dragomirescu publică la 25 decembrie 1910 în Convorbiri critice o notă elogioasă la adresa operei lui Macedonski și introduce în manualele de clasa a VIII-a de liceu poezia Noaptea de decembrie, iar în februarie 1912 discipolii Ion Dragoslav, Anastasie Mândru, Alexandru T. Stamatiad și Mihail Cruceanu îl elogiază în Rampa cu prilejul unei anchete literare despre literatura nouă. Al. T. Stamatiad merge până acolo încât cere ca Noaptea de decembrie să fie citită în comparație cu oricare dintre marile creații eminesciene. Tudor Vianu, care a citat mărturiile contemporane ale lui Dragoslav, concluzionează că după sosirea poetului în țară, acesta a fost primit cu entusiasm de către public, care i-ar fi simțit lipsa. Revista Simbolul, condusă de tinerii Tristan Tzara, Ion Vinea și Marcel Janco, publică o poezie de-a sa, ca un omagiu, în anul 1912. În același an colaborează cu revista simbolistă ieșeană Versuri și Proză. Ion Pillat și Horia Furtună îi cer lui Macedonski un volum de debut pentru seria Cărților albe, care a fost o colecție de volume a poeților epocii, astfel apare volumul Flori sacre, conținând materialul din Forța morală și câteva versuri mai vechi.

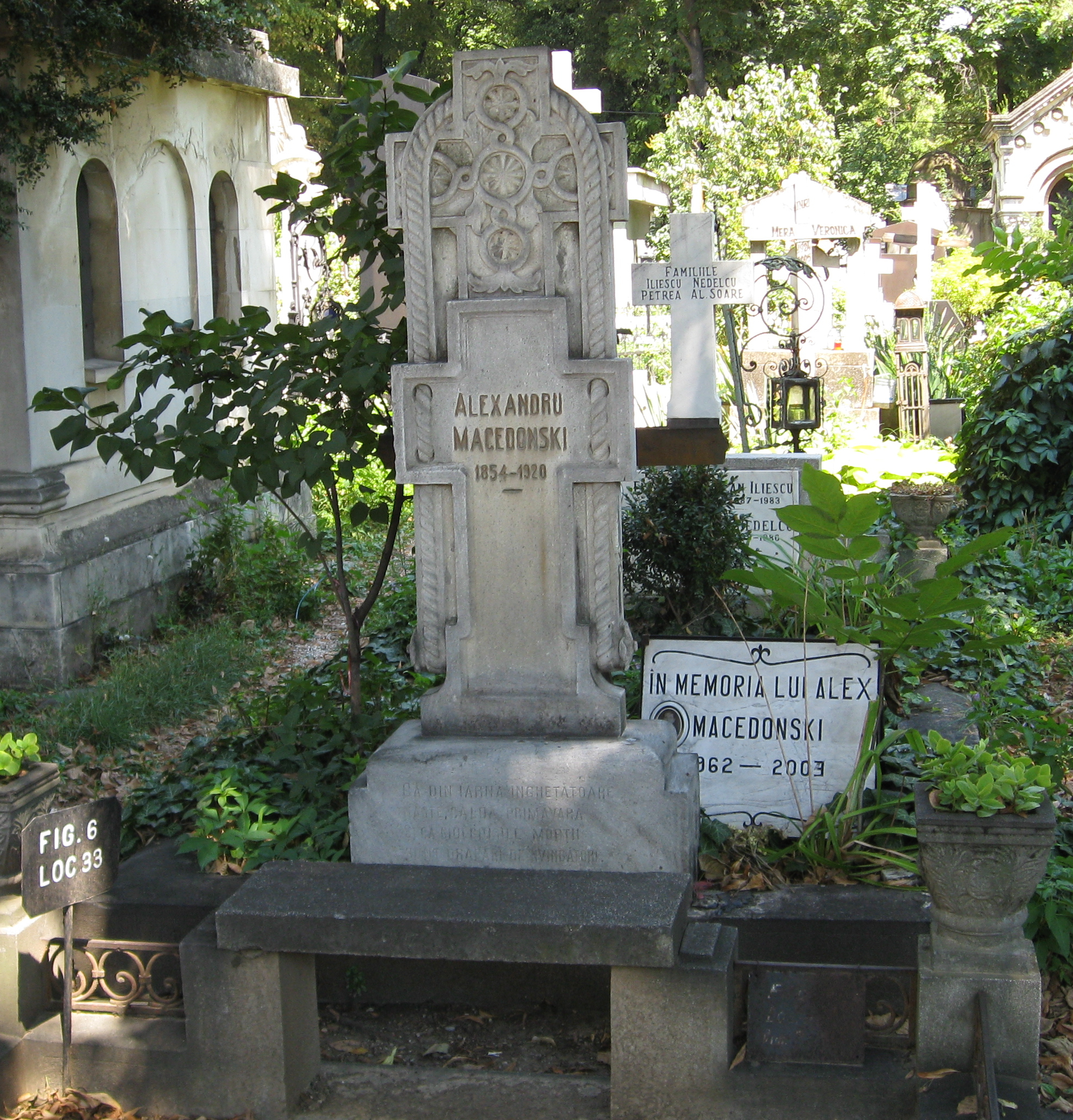
Mormântul lui Macedonski în cimitirul Bellu

Dar, cu toate acestea, polemicile din jurul cazului său nu încetează, astfel actorul Cazimir Belcot jucând rolul unui personaj ratat și ridicol, în 1912, într-o adaptare a romanului Sapho de  Alphonse Daudet la Teatrul Național din București, împrumută mimica și înfățișarea lui Macedonski. Deși această interpretare produce veselie în staluri și galerie, se găsesc, însă, și spectatori indignați care găsesc caricaturizarea de netolerat, astfel Iosif Nădejde protestează în rubrica sa dramatică din Adevărul, iar Macedonski reacționeză printr-o scrisoare deschisă, adresată unor membri ai guvernului, la 15 decembrie 1912, în Viitorul.

### Perioada Primului Război Mondial și sfârșitul
După izbucnirea Primului Război Mondial, reacția lui Macedonski, „Campionul literaturii franceze” și cel ce a închinat un volum de versuri „Franței, singura patrie a intelectualilor”, este surprinzător de partea Puterilor Centrale. În 1915, de la 27 septembrie până la 29 noiembrie, apar zece numere ale ziarului Cuvântul meu cu ieșiri împotriva Franței „burgheze” și „advocățești”, iar articolele sale din alte ziare politice, precum Dreptatea sunt scrise în același sens.
În anul 1916, activitatea politică trece pe un plan secund și se concentrează pe corectura romanului Thalassa, care apare în Flacăra lui Constantin Banu. Din mai începe Poema rondelurilor, la care va lucra până în 1920, iar în luna august finalizează tragedia Moartea lui Dante.
Anii războiului au fost foarte grei pentru poet, din punct de vedere material, existând zile când nu putea să-și cumpere nici pâinea cea de toate zilele.
Literatorul reapare la 29 iunie 1918, iar în al treilea număr publică un articol elogios feldmareșalului Mackensen și, deși Alexandru T. Stamatiad încearcă să-l convingă să renunțe la gândurile sale filogermane, poetul refuză. Singura concesie pe care o face este acea de a accepta publicarea unei clarificări cu scopul de a limpezi răspunderea fiecărui colaborator la articolul semnat de el. În urma acestui articol, Ovid Densusianu, membru al Academiei Române, după ce-i propusese candidatura la Academie, își retrage propunerea. De asemenea, întâmpină dezaprobări publice din toate părțile, găsindu-se, iarăși într-un bellum contra omnes (războiul contra tuturor). În anul 1919 își concentrează toate răfuielile într-o broșură polemică Zacherlina în continuare.
În octombrie 1919 a scris Sonetul puterii, în care își expune crezul său politic.
În martie 1920 este pensionat din slujba pe care o deținuse cu largi intermitențe la Comisia Monumentelor Istorice, dar în urma protestului scriitorilor bucureșteni publicat în Presa Capitalei la 18 martie, ministerul revine asupra deciziei.
Alexandru Macedonski moare la 24 noiembrie 1920, ora 3 după amiază, cerând roze, iar fiul său Nikita negăsind trandafiri, îi aduce să inhaleze parfum de trandafiri. Scena morții a fost povestită de fiul său Nikita într-o scrisoare adresată lui Alexandru T. Stamatiad, în anul 1936. La 27 noiembrie 1920 este înmormântat în cimitirul Bellu din București.

## Comemorări
Din 20 mai 2009, Banca Națională a pus în circulație o monedă din argint dedicată aniversării a 155 de ani de la nașterea poetului Alexandru Macedonski.

## Opera

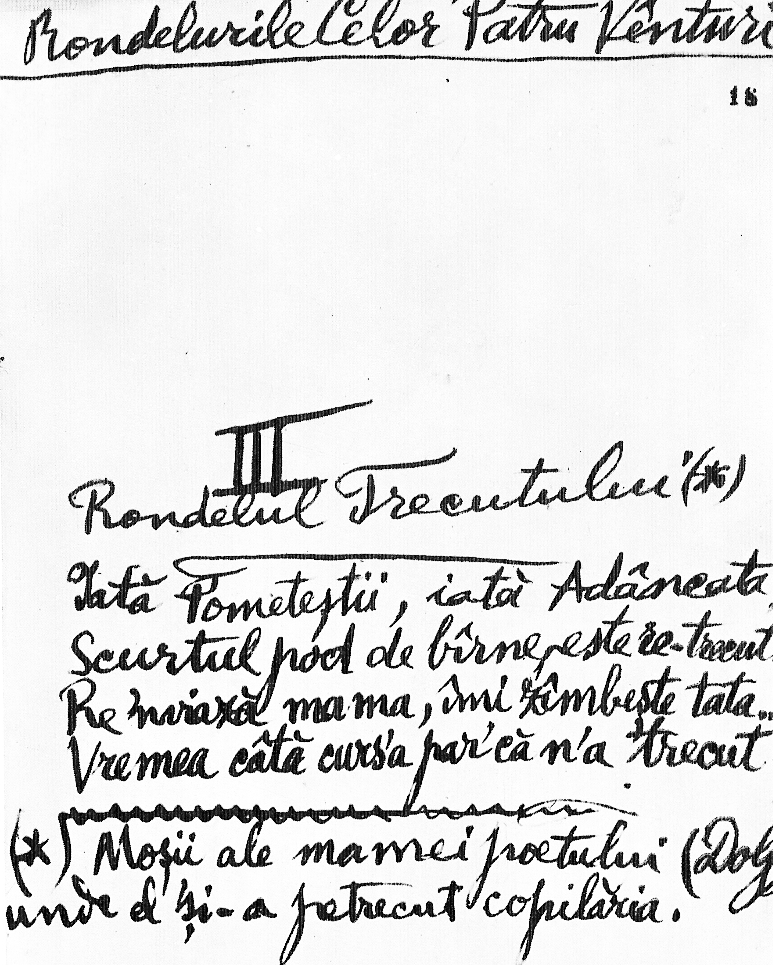
Manuscrisul poeziei Rondelul trecutului

Până în 1890 Macedonski a scris poeme ample, de factură romantică, cu versuri lungi și cu un pronunțat caracter satiric, ca de exemplu ciclul Nopților, caracterizat și printr-un abundent retorism romantic, inspirat din volumul Nopțile al poetului romantic francez Alfred de Musset.
După 1890 lirica lui Alexandru Macedonski trece printr-un proces de esențializare. În această perioadă scrie Rondelurile; discursul liric este rezultatul unui efort de sinteză și se bazează pe o metaforă concretă. Poetul renunță la retorismul primei etape, poezia devenind sugestie și muzicalitate. Spre exemplu, acum scrie Rondelul rozelor ce mor, Rondelul apei din grădina japonezului, Rondelul crinilor, Rondelul lucrurilor.
Macedonski este unul dintre puținii autori români de rondeluri. Spre sfârșitul vieții a scris celebrele cicluri Rondelurile pribege, Rondelurile celor patru vânturi, Rondelurile rozelor, Rondelurile Senei și Rondelurile de porțelan. Cele cinci cicluri au fost publicate în volumul postum Poema Rondelurilor (1927).
A publicat un volum de versuri în limba franceză intitulat Bronzes.
Singura traducere în limba engleză a operei lui Alexandru Macedonski este volumul de poezii If I knew („De-aș ști”), o ediție bilingvă (în română și engleză) care cuprinde 50 de poeme selectate de traducătorul volumului, Valentin Petcu.
Nicolae Manolescu consideră că romanul Thalassa este cea mai izbutită dintre prozele lui Macedonski. Thalassa cuprinde într-un conflict erotic, una dintre obsesiile macedonskiene: coruperea idealului prin real, nostalgia smulgerii din tirania realului și a realizării plenare sub zodia idealului.

### Poezie
- Prima verba (1872);
- Poesii (1882);
- Excelsior (1895);
- Flori sacre (1912);
- Poema rondelurilor (1927)

### Proză
- Dramă banală (1896);
- Cartea de aur (1902);
- Le calvaire de feu, Paris, (1906);
- Thalassa (1916); versiunea românească a romanului Le calvaire  de feu;
- Nuvele (1923)

### Teatru
- Moartea lui Dante Alighieri (1916)
- Gemenii

## Galerie imagini

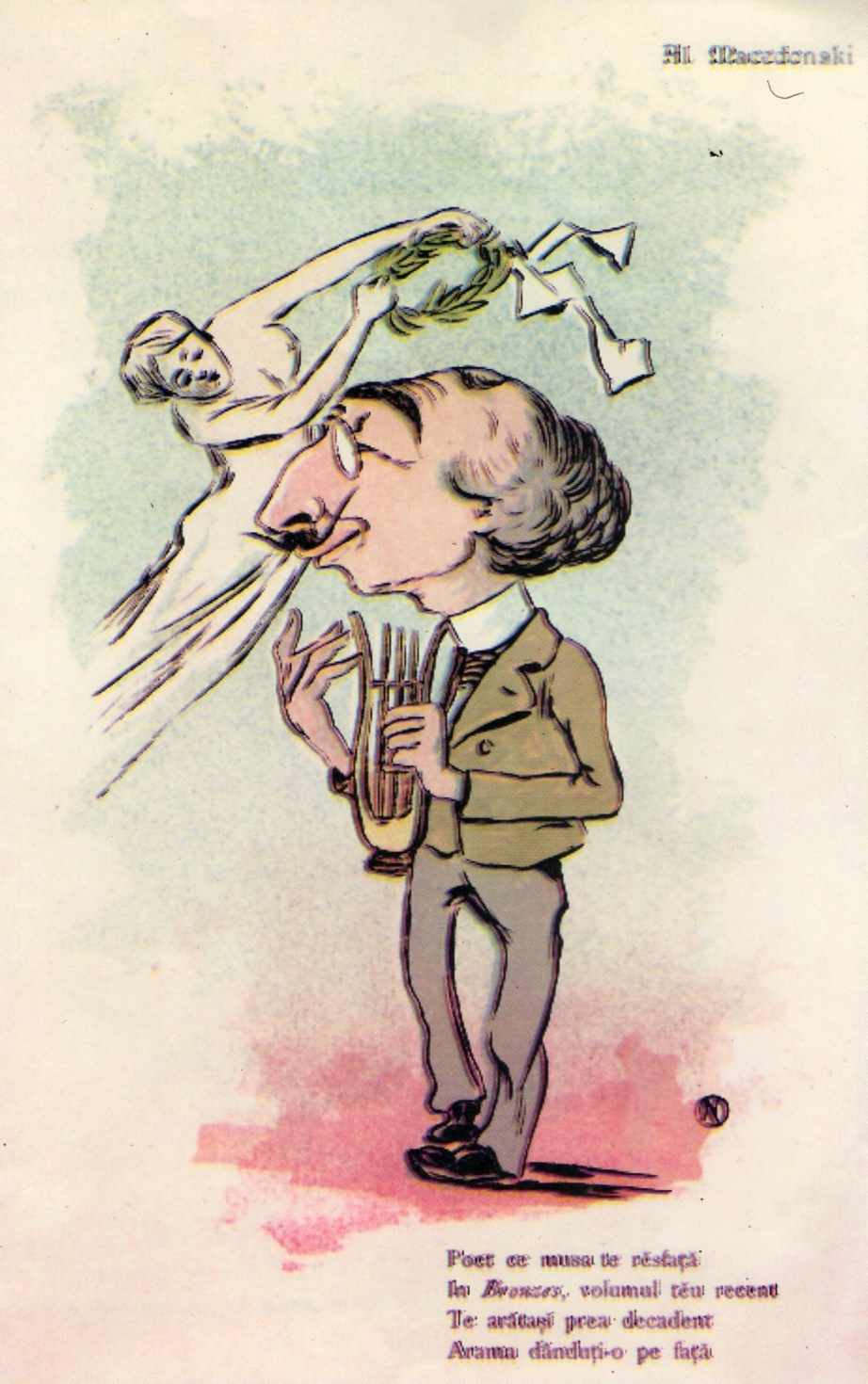
Alexandru Macedonski - caricatură de Nicolae S. Petrescu-Găină
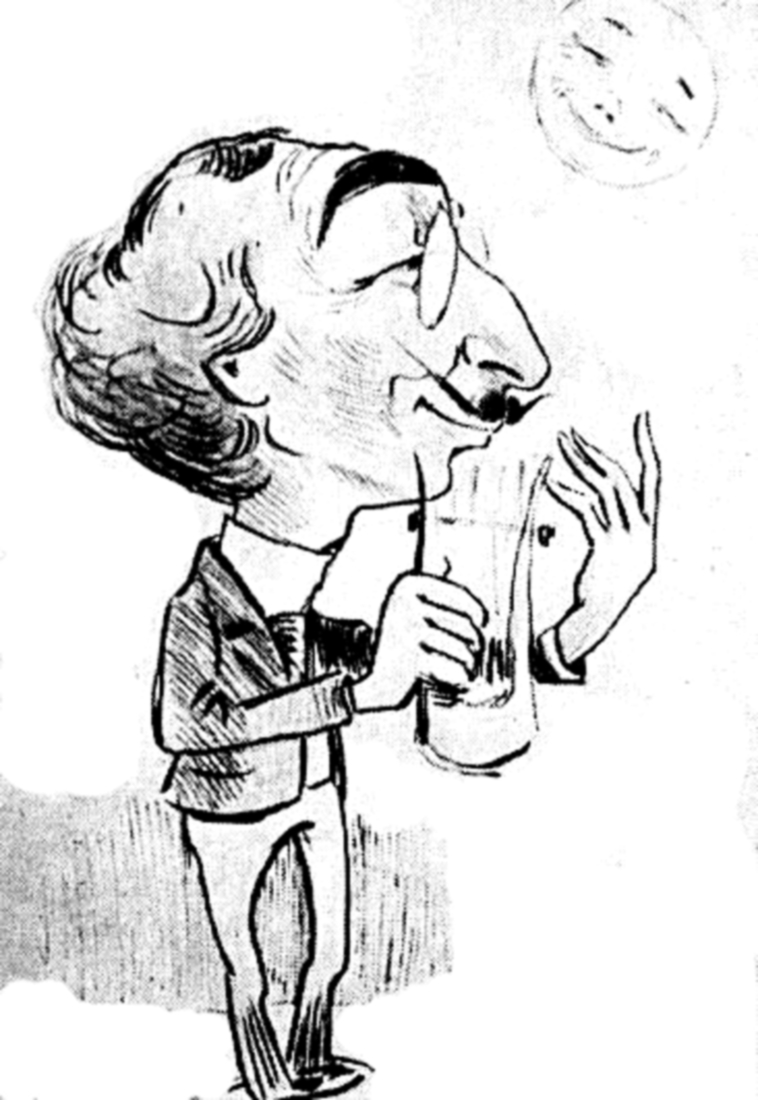
Alexandru Macedonski - caricatură de Nicolae S. Petrescu-Găină